# Grzegorz Dobrowolski-Doliwa
Grzegorz Bolesław Dobrowolski-Doliwa (ur. 28 maja?/9 czerwca 1898 w Jelizawietgradzie, zm. 12 stycznia 1952 w Warszawie) – żołnierz wywiadu wojskowego, major dyplomowany kawalerii Wojska Polskiego.

## Życiorys
Grzegorz Bolesław Dobrowolski-Doliwa urodził się 9 czerwca 1898 roku w Jelizawietgradzie, w rodzinie Bolesława i Teofili z Zachanowiczów. Był od młodych lat związany z wojskiem – w 1918 ukończył szkołę kawalerii, uzyskując stopień ppor. Był członkiem II Korpusu gen. Józefa Hallera i uczestnikiem bitwy 11 V 1918 pod Kaniowem. Dostał się do niewoli, lecz uciekł, zatrzymując się w Odessie. Tu wstąpił do POW, aktywnie działał w wywiadzie, powołany został na etat w Oddziale II Sztabu Generalnego Wojska Polskiego. Później pełnił służbę w Wydziale IV Biura Wywiadowczego Wschód O. II SG WP. 31 marca 1924 roku został awansowany na rotmistrza ze starszeństwem z 1 lipca 1923 roku i 36. lokatą w korpusie oficerów jazdy (zwanej od 1924 roku kawalerią).
W latach 1927–1930 był oficerem wywiadu w działającym w ZSRR, na placówce w Mińsku. Z dniem 5 stycznia 1931 został powołany z dyspozycji szefa Departamentu Kawalerii MSWojsk. do Wyższej Szkoły Wojennej w Warszawie, w charakterze słuchacza dwuletniego kursu 1930-1932. W październiku tego roku został przeniesiony do 17 Pułku Ułanów w Lesznie. 3 listopada 1932 został ponownie powołany do Wyższej Szkoły Wojennej na drugi rocznik kursu 1931–1933. 12 marca 1933 został awansowany na majora ze starszeństwem z 1 stycznia 1933 i 2. lokatą w korpusie oficerów kawalerii. Z dniem 1 października 1933, po ukończeniu kursu i otrzymaniu dyplomu naukowego oficera dyplomowanego, został przeniesiony do Dowództwa Okręgu Korpusu Nr VIII w Toruniu. W czerwcu 1934 otrzymał przeniesienie do Dowództwa 5 Samodzielnej Brygady Kawalerii w Krakowie na stanowisko szefa sztabu.
W kampanii wrześniowej kwatermistrz Podolskiej Brygady Kawalerii, a od 23 września 1939 roku kwatermistrz Zbiorczej Brygady Kawalerii.
Po kapitulacji wraz z dowódcą osadzony w twierdzy Königstein. By uwolnić się z obozu, za zgodą Rómmla, podał się za Ukraińca. Zwolniony, osiadł w Warszawie, włączył się w nurt konspiracji AK, walczył w powstaniu warszawskim. Po upadku powstania otrzymał rozkaz nieujawniania się i pozostania w kraju. 22 listopada 1944 aresztowany przez Gestapo i więziony w Krakowie, a następnie w niemieckich obozach koncentracyjnych Gross-Rosen, Dora i Bergen-Belsen.
Od połowy 1947 w Brukseli, pod wpływem gróźb i szantażu podjął się współpracy z Ministerstwem Bezpieczeństwa Publicznego. Jak zeznał później podczas rozprawy sądowej, zrobił to dla uniknięcia represji i w obawie o osoby najbliższe. Współpraca była pozorna, udzielał bowiem błahych, niesprawdzonych lub wręcz fałszywych wiadomości, od początku też śledzony był przez kontrwywiad amerykański (CIC). 31 sierpnia 1949 został aresztowany w Norymberdze. W przesłuchaniu przyznał się do współpracy z organami bezpieczeństwa, ale wobec braku dowodów winy w lipcu 1950 został zwolniony i wrócił do Polski.
16 września 1950 aresztowany przez MBP/GZI WP. W procesie sądowym nie przydzielono mu obrońcy. 20 lipca 1951 ława WSR w Warszawie Sr.593/51 pod przewodnictwem por. Jerzego Drohomireckiego skazała go na podstawie 7 Dekr. z 13 czerwca 1946 r. na karę śmierci, jednak 23 sierpnia 1951 NSW uznając na wniosek rewizyjny naczelnego prokuratora wojskowego, że niektóre kary są zbyt niskie, uchylił wyrok i przekazał sprawę do ponownego rozpatrzenia. 10 września 1951 WSR w Warszawie skazał go ponownie na karę śmierci. 26 października 1951 NSW utrzymał ten wyrok w mocy. Bolesław Bierut pomimo prośby nie skorzystał z prawa łaski.
Grzegorz Doliwa-Dobrowolski został stracony 12 stycznia 1952 w więzieniu mokotowskim. W 1957 żona Zofia wystąpiła z wnioskiem o wznowienie postępowania, gdyż „w toku śledztwa i na rozprawie nastąpiły rażące naruszenia przepisów proceduralnych, które wręcz pozbawiły oskarżonego możliwości obrony”. Wniosek stwierdzał, że wyrok pogwałcił elementy przepisów prawa, że w stosunku do oskarżonego stosowano w śledztwie niedozwolone metody i presję fizyczną, o czym wspominał także list straconego do Bolesława Bieruta z prośbą o łaskę. NSW uznał jednak, że nie są to nowe fakty ani dowody, i wniosek żony oddalił. Dopiero 24 lutego 1993 SWOW na sesji wyjazdowej w WSG w Olsztynie uznał wyrok byłego WSR w Warszawie za nieważny.

## Upamiętnienie
Dokładne miejsce pochówku nieznane. Grób symboliczny znajduje się na Cmentarzu Wojskowym w Warszawie w tzw. Kwaterze „na Łączce”. Symboliczna tablica pamiątkowa znajduje się także na grobie syna Grzegorza – Jerzego Doliwy-Dobrowolskiego na Cmentarzu Witomińskim w Gdyni.

## Odznaczenia
- Krzyż Walecznych (czterokrotnie)[11]
- Krzyż Zasługi[11]
- Medal Pamiątkowy za Wojnę 1918–1921[11]
- Medal Dziesięciolecia Odzyskanej Niepodległości[11]